# Gunaveera Cinkaiariyan
Gunaveera Cinkaiariyan (tàmil குணவீர சிங்கையாரியன்) fou un membre de la dinastia Aryacakravarti que va governar el regne de Jaffna. La font local diu que va governar com a rei de Jaffna des de 1414 o 1417 prop de trenta anys) (altres estimacions el situen entre 1410 i 1440). Va succeir al seu pare Jeyaveera Cinkaiariyan (vers 1380-1410).
Després del seu regnat, el seu fill Kanakasooriya Cinkaiariyan el va succeir